# Kim Chol-hyok (Eishockeyspieler, 1993)
Kim Chol-hyok (* 16. Februar 1993) ist ein nordkoreanischer Eishockeyspieler.

## Karriere
Kim Chol-hyok spielt auf Vereinsebene für das Team aus Taesongsan in der nordkoreanischen Liga. Für die nordkoreanische Nationalmannschaft wurde der Stürmer für die Weltmeisterschaft 2018 der Division IIB nominiert, wodurch er erstmals überhaupt international in Erscheinung trat.